# روابط ارمنستان و هند
روابط بین‌المللی ارمنستان و هند دوستانه توصیف شده است. دو کشور در زمینه‌های اقتصادی، فرهنگی، نظامی و فناوری روابط رو به رشد قوی دارند. در سال ۲۰۲۲، گزارش شد که دو کشور در حال بررسی احتمالات همکاری نظامی طولانی مدت هستند. ارمنستان در دهلی نو سفارت دارد. هند در ایروان سفارت دارد.

## تاریخچه
اعتقاد بر این است که زمانی که برخی از ارامنه به عنوان عناصر کمکی نیروهای تحت فرماندهی اسکندر مقدونی در هنگام عبور از ارمنستان در مسیر هند پیوستند به هند سفر کرده‌اند.
اولین ارجاعات مستند به روابط متقابل ارمنی‌ها و هندی‌ها در کوروش‌نامه، اثری از یونان باستان توسط گزنفون (۴۳۰ قبل از میلاد - ۳۵۵ قبل از میلاد) یافت می‌شود. این اشارات نشان می‌دهد که چندین ارمنی به هند سفر کرده‌اند و از مسیرهای زمینی برای رسیدن به هند و همچنین جغرافیای عمومی و سیاسی، محیط اجتماعی-فرهنگی و زندگی اقتصادی شبه قاره هند به خوبی آگاه بوده‌اند.
به گفته زنون گلاک، یکی از اولین شاگردان گریگوری روشنگر، قدیس حامی ارمنستان، حداقل ۷ شهر هندو در حدود سال ۳۴۹ قبل از میلاد در ارمنستان تأسیس شد. زنون نوشت که این مستعمره توسط دو شاهزاده هندی اهل اوجین که به ارمنستان حمله کرده بودند تأسیس شد. تحت فرمانروایان هندو، شهرها تا سپیده دم مسیحیت در ارمنستان در سال ۳۰۱ پس از میلاد شکوفا شدند ویرانه‌های صومعه کاراپت مقدس، اکنون در ترکیه، در محل معابد هندو قرار دارد. شواهد تاریخی حاکی از وجود سکونتگاه‌های هندوان در ارمنستان در اوایل سال ۱۴۹ قبل از میلاد است. این شهرک‌ها در تارون، ارمنستان بزرگ (تقریباً مطابق با استان موش در ترکیه کنونی) توسط دو شاهزاده هندی، خانواده‌ها و همراهانشان، در زمین‌هایی که توسط حاکمان وقت ارمنستان ارائه شده بود، ایجاد شد.
اسناد بایگانی (منتشر شده در سال ۱۹۵۶) در دهلی بیان می‌کند که توماس کانا، تاجر-دیپلمات بازرگان ارمنی در سال ۷۸۰ پس از میلاد از مسیر زمینی به ساحل مالابار رسید. توماس یک تاجر ثروتمند بود که عمدتاً ادویه جات و موصلی می‌خرید. او همچنین در به دست آوردن فرمانی از سلسله چرا که بر روی یک لوح مسی حک شده بود، که چندین امتیاز تجاری، اجتماعی و مذهبی را برای مسیحیان منطقه ای سنت توماس اعطا می‌کرد، نقش داشت.
در منابع توماس کانا با نام Knayi Thomman یا Kanaj Tomma به معنای «توماس تاجر» شناخته می‌شود. ارمنیان با چندین بخش از هند روابط تجاری داشتند و تا قرن هفتم تعداد کمی سکونتگاه ارمنی در ایالت کرالا در ساحل مالابار امروزی پدیدار شد. ارمنی‌ها بخش بزرگی از تجارت بین‌المللی این منطقه را به ویژه در گوهرسنگ‌ها و پارچه‌های با کیفیت کنترل می‌کردند.

## دوران معاصر
رئیس‌جمهور هند ساروپالی رادهاکرشنن در سپتامبر ۱۹۶۴ از جمهوری سوسیالیستی شوروی ارمنستان بازدید کرد و نخست‌وزیر ایندیرا گاندی در ژوئن ۱۹۷۶ به ارمنستان سفر و بازدید کرد.
هند در ۲۶ دسامبر ۱۹۹۱، سه ماه پس از اعلام استقلال ارمنستان از اتحاد جماهیر شوروی، ارمنستان را به رسمیت شناخت. روابط دیپلماتیک بین هند و ارمنستان در ۳۱ اوت ۱۹۹۲ برقرار شد. هند در ۱ مارس ۱۹۹۹ سفارت خود را در ایروان افتتاح کرد. ارمنستان که در آوریل ۱۹۹۴ یک کنسولگری افتخاری افتتاح کرده بود، در اکتبر ۱۹۹۹ سفارت خود را در دهلی نو تأسیس کرد
رؤسای جمهور ارمنستان لوون تر-پتروسیان، روبرت کوچاریان و سرژ سارگسیان به ترتیب در سال‌های ۱۹۹۵، ۲۰۰۳ و ۲۰۱۷ از هند دیدن کردند.
در سال ۲۰۱۹ پس از مصاحبه با ویون، نخست‌وزیر نیکول پاشینیان اظهار داشت که ارمنستان از هند در درگیری کشمیر بین هند و پاکستان حمایت می‌کند. ارمنستان در مارس ۲۰۲۰ قراردادی را برای خرید چهار رادار مکان‌یابی سلاح سواتی به قیمت ۴۰ میلیون دلار از هند امضا کرد. در سپتامبر ۲۰۲۲، ارمنستان قراردادی به ارزش ۲۰۰۰ کرور روپیه (۲۴۰ میلیون دلار آمریکا) امضا کرد. از سال ۲۰۲۲، هند همچنین سیستم‌های ضد پهپاد، هویتزرهای یدک‌کش ATAGS، هویتزرهای خودکششی چرخدار TC-20 (MARG), بالستیک آشوین و موشک‌های پدافند هوایی آکاش را به ارمنستان فروخته می‌کند.

## رابطه فرهنگی
ارمنستان و هند به‌طور مشترک تمبرهای پستی منتشر کردند که میراث فرهنگی دو ملت را به تصویر می‌کشد. رقص کلاسیک هندی مانیپوری تمدن میتی، و رقص ارمنی هوو آرک که روی تمبرهای پستی منتشر شد در ارمنستان و هند به عنوان «رقص‌های ملی» (به ترتیب هند و ارمنستان) شناخته می‌شوند.

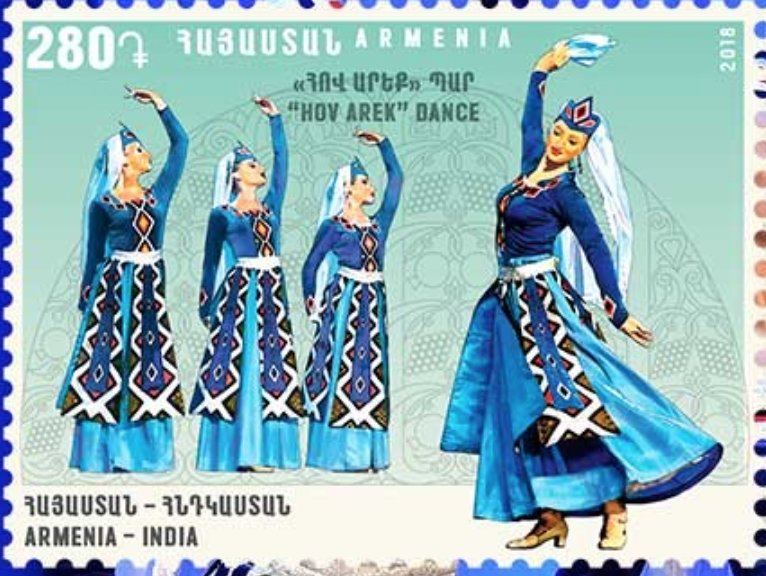
رقص ارمنی هوو ارک، رقص ملی ارمنستان
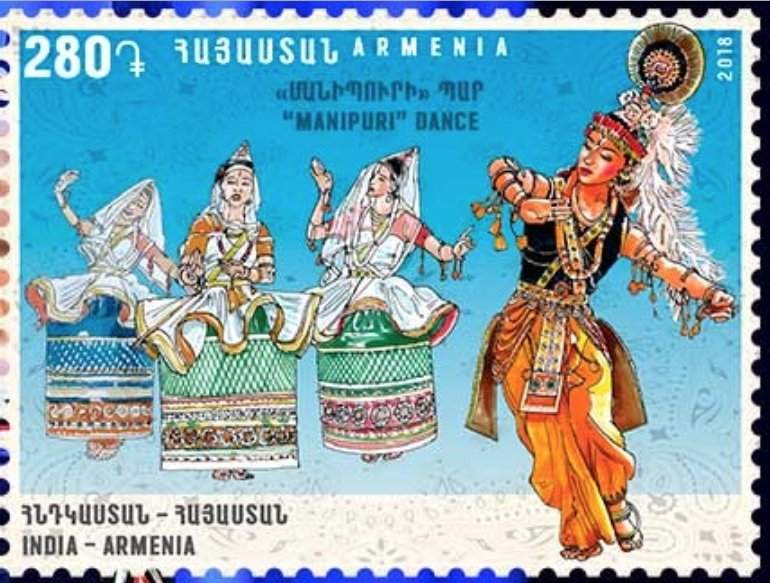
رقص کلاسیک هندی "مانیپوری"